# Mémorial Van Damme 2019
Navigation
Édition précédente Édition suivante
Le Mémorial Van Damme 2019 est la 43e édition du Mémorial Van Damme qui se déroule le 6 septembre 2019 au stade Roi Baudouin de Bruxelles, en Belgique. Il constitue la dernière étape et l'une des deux finales de la Ligue de diamant 2019.

## Résultats

### Hommes
| Rang | Athlète            | Temps   | Points |
| ---- | ------------------ | ------- | ------ |
|      | Noah Lyles         | 19 s 74 | 8      |
| 2    | Ramil Guliyev      | 19 s 86 | 7      |
| 3    | Andre De Grasse    | 19 s 87 | 6      |
| 4    | Aaron Brown        | 20 s 00 | 5      |
| 5    | Alex Quiñónez      | 20 s 25 | 4      |
| 6    | Robin Vanderbemden | 20 s 51 | 3      |
| 7    | Jereem Richards    | 20 s 53 | 2      |
| 8    | Alonso Edward      | 28 s 80 | 1      |

| Rang | Athlète            | Temps        | Points |
| ---- | ------------------ | ------------ | ------ |
|      | Michael Norman     | 44 s 26      | 8      |
| 2    | Fred Kerley        | 44 s 46      | 7      |
| 3    | Akeem Bloomfield   | 44 s 67      | 6      |
| 4    | Obi Igbokwe        | 44 s 96      | 5      |
| 5    | Kahmari Montgomery | 45 s 31 (SB) | 4      |
| 6    | Michael Cherry     | 45 s 55      | 3      |
| 7    | Jonathan Sacoor    | 45 s 72      | 2      |
| 8    | Nathon Allen       | 46 s 17      | 1      |

| Rang | Athlète            | Temps              | Points |
| ---- | ------------------ | ------------------ | ------ |
|      | Timothy Cheruiyot  | 3 min 30 s 22      | 8      |
| 2    | Jakob Ingebrigtsen | 3 min 31 s 62      | 7      |
| 3    | Filip Ingebrigtsen | 3 min 33 s 33      | 6      |
| 4    | Ronald Musagala    | 3 min 33 s 90      | 5      |
| 5    | Craig Engels       | 3 min 34 s 04 (PB) | 4      |
| 6    | Marcin Lewandowski | 3 min 34 s 36      | 3      |
| 7    | Ayanleh Souleiman  | 3 min 35 s 08      | 2      |
| 8    | John Gregorek      | 3 min 35 s 32      | 1      |

| Rang | Athlète            | Temps   | Points |
| ---- | ------------------ | ------- | ------ |
|      | Orlando Ortega     | 13 s 22 | 8      |
| 2    | Ronald Levy        | 13 s 31 | 7      |
| 3    | Sergueï Choubenkov | 13 s 33 | 6      |
| 4    | Freddie Crittenden | 13 s 35 | 5      |
| 5    | Xie Wenjun         | 13 s 49 | 4      |
| 5    | Andrew Pozzi       | 13 s 50 | 3      |
| 7    | Antonio Alkana     | 13 s 61 | 2      |
| DQ   | Michael Obasuyi    | -       | 1      |

| Rang | Athlète             | Marque            | Points |
| ---- | ------------------- | ----------------- | ------ |
|      | Getnet Wale         | 8 min 6 s 92      | 8      |
| 2    | Soufiane El Bakkali | 8 min 7 s 08      | 7      |
| 3    | Lamecha Girma       | 8 min 7 s 66 (PB) | 6      |
| 4    | Benjamin Kigen      | 8 min 10 s 76     | 5      |
| 5    | Hillary Bor         | 8 min 13 s 90     | 4      |
| 6    | Abraham Kibiwott    | 8 min 14 s 52     | 3      |
| 7    | Conseslus Kipruto   | 8 min 14 s 53     | 2      |
| 8    | Fernando Carro      | 8 min 15 s 53     | 1      |

| Rang | Athlète              | Marque       | Points |
| ---- | -------------------- | ------------ | ------ |
|      | Christian Taylor     | 17,85 m (MR) | 8      |
| 2    | Will Claye           | 17,22 m      | 7      |
| 3    | Omar Craddock        | 17,17 m      | 6      |
| 3    | Donald Scott         | 17,14 m      | 5      |
| 5    | Alexis Copello       | 17,02 m      | 4      |
| 5    | Nelson Évora         | 16,54 m      | 3      |
| 5    | Pedro Pablo Pichardo | 16,32 m      | 2      |
| DNS  | Hugues Fabrice Zango | -            | 1      |

| Rang | Athlète           | Marque  | Points |
| ---- | ----------------- | ------- | ------ |
|      | Tomas Walsh       | 22,30 m | 8      |
| 2    | Darlan Romani     | 22,15 m | 7      |
| 3    | Ryan Crouser      | 22,08 m | 6      |
| 4    | Konrad Bukowiecki | 21,91 m | 5      |
| 5    | Darrell Hill      | 21,13 m | 4      |
| 6    | Michal Haratyk    | 20,91 m | 3      |
| 7    | Tomáš Stanek      | 20,86 m | 2      |
| 8    | Joe Kovacs        | 20,60 m | 1      |

| Rang | Athlète              | Marque  | Points |
| ---- | -------------------- | ------- | ------ |
|      | Daniel Ståhl         | 68,68 m | 8      |
| 2    | Lukas Weisshaidinger | 66,03 m | 7      |
| 3    | Fedrick Dacres       | 65,27 m | 6      |
| 4    | Andrius Gudžius      | 65,19 m | 5      |
| 5    | Piotr Malachowski    | 64,78 m | 4      |
| 6    | Ehsan Hadadi         | 64,75 m | 3      |
| 7    | Ola Stunes Isene     | 64,07 m | 2      |
| 8    | Christoph Harting    | 64,03 m | 1      |

### Femmes
| Rang | Athlète                 | Temps   | Points |
| ---- | ----------------------- | ------- | ------ |
|      | Dina Asher-Smith        | 10 s 88 | 8      |
| 2    | Shelly-Ann Fraser-Pryce | 10 s 95 | 7      |
| 3    | Marie-Josée Ta Lou      | 11 s 09 | 6      |
| 4    | Dafne Schippers         | 11 s 22 | 5      |
| 5    | Blessing Okagbare       | 11 s 24 | 4      |
| 6    | Aleia Hobbs             | 11 s 29 | 3      |
| 7    | Crystal Emmanuel        | 11 s 38 | 2      |
| 8    | Gina Lückenkemper       | 11 s 45 | 1      |

| Rang | Athlète         | Temps        | Points |
| ---- | --------------- | ------------ | ------ |
|      | Ajee Wilson     | 2 min 0 s 24 | 8      |
| 2    | Raevyn Rogers   | 2 min 0 s 67 | 7      |
| 3    | Winnie Nanyondo | 2 min 0 s 69 | 6      |
| 4    | Olha Lyakhova   | 2 min 1 s 16 | 5      |
| 5    | Natoya Goule    | 2 min 1 s 40 | 4      |
| 6    | Lynsey Green    | 2 min 1 s 47 | 3      |
| 7    | Hanna Green     | 2 min 2 s 47 | 2      |
| 8    | Renée Eykens    | 2 min 3 s 20 | 1      |

| Rang | Athlète                    | Temps                   | Points |
| ---- | -------------------------- | ----------------------- | ------ |
|      | Sifan Hassan               | 14 min 26 s 26          | 8      |
| 2    | Letesenbet Gidey           | 14 min 29 s 54          | 7      |
| 3    | Konstanze Klosterhalfen    | 14 min 29 s 89 (NR, PB) | 6      |
| 4    | Hellen Obiri               | 14 min 33 s 90          | 5      |
| 5    | Margaret Chelimo Kipkemboi | 14 min 36 s 48          | 4      |
| 6    | Agnes Jebet Tirop          | 14 min 37 s 32          | 3      |
| 7    | Gabriela Debues-Stafford   | 14 min 44 s 12 (NR, PB) | 2      |
| 8    | Fantu Worku                | 14 min 45 s 59 (PB)     | 1      |

| Rang | Athlète           | Temps   | Points |
| ---- | ----------------- | ------- | ------ |
|      | Danielle Williams | 12 s 46 | 8      |
| 2    | Kendra Harrison   | 12 s 73 | 7      |
| 3    | Nia Ali           | 12 s 74 | 6      |
| 4    | Sharika Nelvis    | 12 s 83 | 5      |
| 5    | Christina Clemons | 12 s 84 | 4      |
| 6    | Cindy Roleder     | 13 s 12 | 3      |
| 7    | Elvira Herman     | 13 s 12 | 2      |
| DQ   | Tobi Amusan       | -       | 1      |

| Rang | Athlète             | Temps  | Points |
| ---- | ------------------- | ------ | ------ |
|      | Mariya Lasitskene   | 1,99 m | 8      |
| 2    | Yuliya Levchenko    | 1,97 m | 7      |
| 3    | Nafissatou Thiam    | 1,95 m | 6      |
| 4    | Kamila Licwinko     | 1,95 m | 5      |
| 5    | Mirela Demireva     | 1,93 m | 4      |
| 6    | Yaroslava Mahuchikh | 1,89 m | 3      |
| 7    | Nicola McDermott    | 1,89 m | 2      |
| 8    | Erika Kinsey        | 1,85 m | 1      |

| Rang | Athlète             | Marque            | Points |
| ---- | ------------------- | ----------------- | ------ |
|      | Ekateríni Stefanídi | 4,83 m            | 8      |
| 2    | Anzhelika Sidorova  | 4,83 m            | 7      |
| 3    | Alysha Newman       | 4,77 m            | 6      |
| 4    | Katie Nageotte      | 4,70 m            | 5      |
| 5    | Holly Bradshaw      | 4,70 m            | 4      |
| 6    | Robeilys Peinado    | 4,70 m (=NR, =PB) | 3      |
| 7    | Jennifer Suhr       | 4,63 m            | 2      |
| 8    | Sandi Morris        | 4,63 m            | 1      |

| Rang | Athlète                   | Marque | Points |
| ---- | ------------------------- | ------ | ------ |
|      | Malaika Mihambo           | 7,03 m | 8      |
| 2    | Brittney Reese            | 6,85 m | 7      |
| 3    | Katarina Johnson-Thompson | 6,73 m | 6      |
| 4    | Maryna Bekh-Romanchuk     | 6,73 m | 5      |
| 5    | Lorraine Ugen             | 6,70 m | 4      |
| 6    | Yelena Sokolova           | 6,54 m | 3      |
| 7    | Brooke Stratton           | 6,53 m | 2      |
| 8    | Caterine Ibargüen         | 6,26 m | 1      |

| Rang | Athlète              | Marque  | Points |
| ---- | -------------------- | ------- | ------ |
|      | Yaimé Pérez          | 68,27 m | 8      |
| 2    | Sandra Perković      | 66,00 m | 7      |
| 3    | Kristin Pudenz       | 63,73 m | 6      |
| 4    | Denia Caballero      | 63,53 m | 5      |
| 5    | Claudine Vita        | 62,15 m | 4      |
| 6    | Valarie Allman       | 61,70 m | 3      |
| 7    | Nadine Müller        | 61,39 m | 2      |
| DNS  | Mélina Robert-Michon | -       | 1      |

## Légende
Records et Performances
- AR : Record continental (area record)
- CR : Record des championnats (championship record)
- MR : Record du meeting (meet record)
- NR : Record national (national record)
- OR : Record olympique (olympic record)
- PR : Record paralympique (paralympic record)
- PB : Record personnel (personal best)
- SB : Meilleure performance personnelle de la saison (season's best)
- WL : Meilleure performance mondiale de l'année (world leader)
- WJR : Record du monde junior (world junior record)
- WR : Record du monde (world record)

Circonstances et Conditions
- DNF : N'a pas terminé (did not finish)
- DNS : N'a pas pris le départ (did not start)
- DQ : Disqualification (disqualification)
- NM : Aucun essai valable enregistré (No Mark)
- Q : Qualifié « directement » au prochain tour (ou à la prochaine compétition), lors d'une compétition majeure, grâce au classement ou à la réalisation des minima (automatic qualifier)
- q : Qualifié au prochain tour (ou à la prochaine compétition), lors d'une compétition majeure, grâce au repêchage ou à la réalisation de l'une des meilleures performances parmi celles des « non qualifiés directement » (grâce au meilleur temps ou à la meilleure distance par exemple) (secondary qualifier)